# André-Paul Duchâteau
André-Paul Duchâteau (8 de maio de 1925 - 26 de agosto de 2020) foi argumentista belga, mais conhecido pela série de BD "Ric Hochet".